# Indiansträckspindel
Indiansträckspindel (Tetragnatha shoshone) är en spindelart som beskrevs av Levi 1981. Indiansträckspindel ingår i släktet sträckkäkspindlar, och familjen käkspindlar. Arten är reproducerande i Sverige. Inga underarter finns listade i Catalogue of Life.